# Pieni Korpisaari (ö i Södra Karelen)
Pieni Korpisaari är en ö i Finland. Den ligger i sjön Saimen och i kommunen Imatra i den ekonomiska regionen  Imatra ekonomiska region  och landskapet Södra Karelen, i den södra delen av landet, 230 km nordost om huvudstaden Helsingfors. Öns area är 1,6 hektar och dess största längd är 310 meter i sydväst-nordöstlig riktning.